# Verzorgingsplaats Hank
Verzorgingsplaats Hank is een Nederlandse verzorgingsplaats, gelegen aan de westzijde van A27 Almere-Breda tussen afritten 22 en 21 in de gemeente Altena.
Aan de andere kant van de snelweg ligt even verderop verzorgingsplaats De Keizer.
Richting Almere:
Kalix Berna · 
De Keizer · 
Blommendaal · 
De Knoest · 
Voordaan · 
Eemakker
Richting Breda:
't Veentje · 
Nijpoort · 
De Kroon · 
Scheiwijk · 
Hank · 
Galgeveld